# 30 settembre
Il 30 settembre è il 273º giorno del calendario gregoriano (il 274º negli anni bisestili). Mancano 92 giorni alla fine dell'anno.

## Eventi
- 416 – L'imperatore Teodosio II rientra a Costantinopoli da Eraclea, scortato dal praefectus urbi Urso
- 489 – Battaglia di Verona tra l'esercito del re d'Italia Odoacre e gli invasori Ostrogoti capeggiati da Teodorico il Grande, che riportano una netta vittoria
- 1190 – Durante il suo soggiorno nel Regno di Sicilia, a causa delle diatribe con il re Tancredi, Riccardo Cuor di Leone fa occupare Bagnara Calabra
- 1382 –Trieste, con l'accettazione della dedizione, passa ai domini asburgici
- 1399 – Enrico IV viene proclamato re d'Inghilterra
- 1420 – Papa Martino V entra in Vaticano
- 1439 – I turchi arrivano nel friulano
- 1453 – Papa Niccolò V emette una bolla per indire una crociata
- 1499 – I turchi arrivano fino a Casarsa, vicino a Udine
- 1509 – Durante la guerra della Lega di Cambrai le truppe francesi e imperiali vengono sconfitte dalle truppe veneziane durante l'Assedio di Padova.
- 1513 – Il fianco ovest del Monte Crenone collassa, investendo e devastando il fondo valle nella regione a nord di Biasca all'imboccatura della Valle di Blenio
- 1520 – Solimano, figlio di Selim I, diventa sultano dell'Impero ottomano.
- 1681 – Re Luigi XIV di Francia annette Strasburgo, città importante per il controllo del passaggio sul Reno, e Casale Monferrato, togliendola al duca di Mantova
- 1744 – La battaglia di Madonna dell'Olmo (nota anche come Battaglia di Cuneo) vede un'importante vittoria degli eserciti di Francia e Spagna contro il Regno di Sardegna nella guerra di successione austriaca
- 1791 – In un piccolo teatro di Vienna, il Theater auf der Wieden, viene rappresentata in prima assoluta l'opera Il flauto magico, di Wolfgang Amadeus Mozart. Nei ruoli di Papageno e della Regina della Notte si esibiscono rispettivamente Emanuel Schikaneder (anche librettista) ed il soprano Josepha Hofer
- 1867 – Gli Stati Uniti prendono il controllo dell'Atollo di Midway
- 1874 – L'arcipelago delle Figi diventa una colonia britannica
- 1880 – Quinta enciclica "Grande Munus" di papa Leone XIII
- 1882 – La prima centrale idroelettrica entra in servizio sul Fiume Fox ad Appleton (Wisconsin)
- 1884 – Inaugurazione del palazzo del Governo di San Marino, oratore della cerimonia Giosuè Carducci
- 1888 – Jack lo Squartatore uccide la sua terza e la sua quarta vittima, rispettivamente Elizabeth Stride e Catherine Eddowes
- 1889 – L'Incidente ferroviario di Pianerottolo d'Ariano provoca 2 morti e 7 feriti gravi
- 1895 – Il Madagascar diventa un protettorato francese
- 1902 – Giuseppe Zanardelli promette aiuto alla Basilicata
- 1911 – Guerra italo-turca: si conclude la battaglia di Prevesa con una vittoria italiana.
- 1918 – Viene promulgata la costituzione sovietica
- 1935
  - Inaugurazione della Diga Hoover
  - Prima radiotrasmissione di Le avventure di Dick Tracy
- 1938 – Si conclude la conferenza di Monaco, Regno Unito e Francia, Germania e Italia, firmano accordo che permette alla Germania di occupare la regione dei cecoslovacca dei Sudeti
- 1941 – Inizia l'Operazione Tifone, pianificata dai tedeschi per la conquista di Mosca
- 1943 – Quattro giornate di Napoli
- 1944
  - L'esercito nazionale di liberazione jugoslavo, al comando di Tito, libera Belgrado
  - Battaglia di Angaur, guerra del Pacifico (1941-1945)
- 1946 – Si conclude il blocco dei licenziamenti[contestualizzare]
- 1947 – Prima trasmissione televisiva delle World Series, tra New York Yankees e Brooklyn Dodgers
- 1948 - Esce nelle edicole italiane Il totem misterioso, primo albo in cui appare il personaggio di Tex Willer creato da Gian Luigi Bonelli e Aurelio Galleppini
- 1949 – Fine del Ponte aereo per Berlino
- 1954
  - Viene ordinato il sottomarino USS Nautilus (SSN-571), primo vascello mosso da un reattore nucleare
  - Viene effettuata la prima diretta televisiva intercontinentale
- 1957
  - San Marino: colpo di Stato del Partito Socialista Indipendente Sammarinese: viene insediato a Rovereta, presso il confine con l'Italia, un governo provvisorio
  - Viene firmato l'A.D.R., acronimo di European Agreement concerning the International Carriage of Dangerous Goods by Road, accordo europeo relativo ai trasporti internazionali di merci pericolose su strada, firmato a Ginevra
- 1962 – César Chávez fonda la United Farm Workers
- 1964 – Hanako Tsugaru sposa il Principe Hitachi acquisisce il titolo di Principessa Hitachi
- 1965 – Rivolte in Indonesia, assassinati cinque generali
- 1966 – Il Botswana dichiara l'indipendenza dal Regno Unito e adotta la sua nuova bandiera
- 1967 – Debutto di BBC Radio 1; le altre radio nazionali della BBC adottano una numerazione
- 1980 – Le specifiche dell'Ethernet vengono pubblicate dalla Xerox assieme a Intel e Digital Equipment Corporation
- 1982
  - Debutta negli USA la popolare serie televisiva Cheers
  - Arriva in Europa il Financial future
- 1989 – Si scioglie la Confederazione del Senegambia, tra Senegal e Gambia
- 1991
  - Il presidente haitiano Jean-Bertrand Aristide viene costretto alle dimissioni
  - Referendum popolare clandestino in Kosovo
  - Kangerlussuaq piccolo villaggio della Groenlandia ritorna sotto autorità danese, dal 1951 in piena guerra fredda era sotto amministrazione statunitense. Gli Stati Uniti vi avevano costruito una base
  - Kin Endate, astronomo giapponese, scopre l'asteroide 6020 Miyamoto
- 1996 – Il satellite International Ultraviolet Explorer, lanciato il 26 gennaio 1978, viene disattivato dopo aver osservato 80.000 spettri nella regione ultravioletta
- 1997 – Mestre, alla presenza del Presidente della Repubblica Oscar Luigi Scalfaro viene inaugurata la riamodernata Piazza Erminio Ferretto
- 1999 – Incidente nucleare in Giappone, nel centro di ricondizionamento dell'uranio di Tokaimura, a nord-est di Tokyo
- 2002
  - Primo trapianto di fegato in Italia su paziente di 49 anni sieropositivo
  - A Bruxelles l'Italia ottiene la moratoria fino al 2003 della sperimentazione sugli embrioni umani
- 2003 – Viene siglato l'accordo per l'acquisto da parte di Air France di KLM
- 2004 – Il presidente russo Vladimir Putin dà il via libera all'accettazione del Protocollo di Kyoto, in base al quale gli Stati devono ridurre le emissioni di gas serra del 5%
- 2005 – Vengono pubblicate le caricature di Maometto sul quotidiano danese Jyllands-Posten
- 2009 – L'isola di Sumatra in Indonesia è devastata da un violento sisma di 7,6 gradi sulla scala Richter, oltre 1100 le vittime
- 2010 – Rivolta della polizia in Ecuador con possibile colpo di Stato
- 2016 – La sonda Rosetta atterra con successo.

## Nati
Ci sono circa 1 170 voci su persone nate il 30 settembre; vedi la pagina Nati il 30 settembre per un elenco descrittivo o la categoria Nati il 30 settembre per un indice alfabetico.

## Morti
Ci sono circa 480 voci su persone morte il 30 settembre; vedi la pagina Morti il 30 settembre per un elenco descrittivo o la categoria Morti il 30 settembre per un indice alfabetico.

## Feste e ricorrenze

### Civili
Internazionali:
- Giornata mondiale della traduzione
- Giornata marittima mondiale

Nazionali:
- Botswana – Festa nazionale (indipendenza, 1966)

### Religiose
Cristianesimo:
- San Girolamo (o Gerolamo), sacerdote e dottore della Chiesa
- Sant'Amato di Nusco, vescovo
- Sant'Antonino di Piacenza, martire
- Sant'Eusebia, vergine
- San Francesco Borgia, sacerdote
- San Gregorio Illuminatore, vescovo, apostolo degli Armeni
- Sant'Ismidone di Die, vescovo
- Sant'Onorio di Canterbury, vescovo
- Santa Rachele, moglie di Giacobbe
- San Simone di Crépy, monaco
- Santa Sofia (Sonia), martire romana
- Santi Urso e Vittore, martiri della Legione tebana
- Beato Federico Albert, sacerdote e fondatore delle Suore vincenzine di Maria Immacolata
- Beata Felicia Meda, religiosa
- Beato Jean-Nicolas Cordier, sacerdote gesuita e martire

Ebraismo:
- 2004 - Sukkot 15 Tishri 5765